# 贝杜伊杜
贝杜伊杜是葡萄牙阿威罗区的一个堂区。总面积20.23平方公里，总人口7794人，人口密度385.3人/平方公里。